# عمر التلمساني
عمر عبد الفتاح عبد القادر مصطفى التلمساني (4 نوفمبر 1904 - 22 مايو 1986)هو المرشد الثالث لجماعة الإخوان المسلمين. سمي بالتلمساني نسبة إلى أصوله من مدينة تلمسان الجزائرية. وقد تميز بقدرته على الحوار واحتواء المعارضين. يعتبر عمر التلمساني هو مجدد شباب الجماعة والذي أعاد تنظيمها بعد خروج أعضائها من السجون في أيام الرئيس الراحل محمد أنور السادات.

## حياته
- ولد في حارة حوش قدم بالغورية قسم الدرب الأحمر بالقاهرة في 4 نوفمبر عام 1904م
- توفي في يوم الأربعاء 13 رمضان 1406 هـ الموافق 22 مايو 1986 عن عُمْر يناهز 81 عامًا.
- دخل السجن عام 1954م ثم في عام 1981م ثم في عام 1984م.
- تعلم عمر التلمساني العزف على العود وفشل كشاعر.
- كان جد عمر التلمساني رجل علم وحصل على الباشوية من السلطان عبد الحميد.
- نشأ في بيت واسع الثراء، فجده لأبيه من بلدة تلمسان بالجزائر، جاء إلى القاهرة، واشتغل بالتجارة، وفتح الله عليه بالمال.
- في سن الثامنة عشرة تزوج وهو لا يزال طالبًا في الثانوية العامة، وظل وفيًا لزوجته؛ حتى توفاها الله في أغسطس عام 1979م، بعد أن رُزق منها بأربعة من الأولاد «عابد وعبد الفتاح، وبنتين».
- حصل على ليسانس الحقوق، واشتغل بمهنة المحاماة، وفي شبين القناطر كان مكتبه، حتى جاءت سنة 1933م التي التقى خلالها بحسن البنا في منزله، وبايعه، وأصبح من الإخوان المسلمين وكان أول محامٍ يدخل جماعة الإخوان المسلمين.

## انضمامه للإخوان
إنضم عمر التلمساني لجماعة الإخوان المسلمين على يد مؤسس الجماعة حسن البنا في عام 1933 بعد أن دعاه لحضور دروسه اثنان من الإخوان هما «عزت محمد حسن» وكان معاون سلخانة بشبين القناطر، والآخر «محمد عبد العال»، وكان ناظر محطة قطار الدلتا في محاجر «أبي زعبل».

## الإصلاح الاجتماعي
إن للمسلمين منهاجا في الإصلاح الاجتماعي، لخّصه البنا في:
- الربانية.
- التسامي بالنفس الإنسانية.
- تقرير عقيدة الجزاء.
- إعلان الأخوية بين الناس.
- النهوض بالرجل والمرأة معا.
- ضبط الغَريزتَين، حفظ النفس وحفظ النوع.
- الشدة في محاربة الجرائم الاصلية.
- تأكيد وحدة الأمة والقضاء على كل مظاهر الفرقة وأسبابها.
- تأمين المجتمع بتقرير حق الحياة والملك والعمل والصحة والحرية والعلم والأمن لكل فرد وتحديد موارد كسبه.
- إلزام الأمة بالجهاد.
- اعتبار الدولة ممثلة للفكرة وقائمة على حمايتها، ومسؤولة عن تحقيق أهدافها في المجتمع الخاص وإبلاغها إلى الناس جميعا.

## وفاته
توفي عمر التلمساني يوم الأربعاء 22 مايو 1986 بعد معاناة مع المرض عن عمر يناهز 82 عامًا، ثم صُلِّي عليه بجامع «عمر مكرم» بالقاهرة، وكان تشييعه في موكب شارك فيه أكثر من نصف مليون نسمة من الجماهير فضلاً عن الوفود التي قَدِمت من خارج مصر. وحضر رئيس الوزراء، وشيخ الأزهر، وأعضاء مجمع البحوث الإسلامية ورئيس مجلس الشعب، وبعض قيادات منظمة التحرير الفلسطينية، ومجموعة كبيرة من الشخصيات المصرية والإسلامية إلى جانب حشد كبير من السلك الدبلوماسي العربي والإسلامي. حتى الكنيسة المصرية شاركت بوفد برئاسة الأنبا إغريغوريوس في تشييع الجثمان.

## قالوا عنه
- إبراهيم سعده رئيس تحرير أخبار اليوم: مات عمر التلمساني.. صمام الأمان.. لجماعة.. وشعب.. ووطن !!.
- إذاعة راديو أمريكا: إن هذه الجنازة أظهرت قوة وفعالية التيار الإسلامي في مصر خاصة وأن أغلبية من حضروا كانوا من الشباب.
- كتبت مجلة «كريزنت إنترناشيونال» في عددها الصادر في 1 / 6 / 1986 «بوفاة التلمساني تفقد الحركة الإسلامية جمعاء واحدًا من أبرز رجالها العاملين وستظل تضحياته للإسلام محلاً للذكرى إلى أمد بعيد»

## مؤلفاته
1. ذكريات لا مذكرات.لتحميل وتصفح الكتاب
2. شهيد المحراب.
3. حسن البنا الملهم الموهوب.
4. بعض ما علمني الإخوان. لتصفح الكتاب
5. في رياض التوحيد.
6. المخرج الإسلامي من المأزق السياسي.
7. الإسلام والحكومة الدينية.
8. الإسلام ونظرته السامية للمرأة.
9. قال الناس ولم أقل في عهد عبد الناصر. لتحميل وتصفح الكتاب
10. من صفات العابدين.
11. يا حكام المسلمين... ألا تخافون الله؟! لتحميل وتصفح الكتاب
12. لا نخاف السلام ولكن.
13. الإسلام والحياة.
14. حول رسالة نحو النور.
15. من فقه الإعلام الإسلامي.
16. أيام مع السادات.
17. آراء في الدين والسياسة.

## فيديو
- مناظرة بين المرشد عمر التلمساني والرئيس أنور السادات في مجلس الشعب المصري:
  - الجزء الأول على يوتيوب
  - الجزء الثاني على يوتيوب

## وصلات خارجية
- عمر التلمساني على موقع أرشيف الشارخ.
- عمر التلمساني.. «البحبوح» المنصف، (في ذكرى وفاته: 13 من رمضان 1406 هـ)، شبكة إسلام أون لاين
- كتب الشيخ عمر التلمساني مترجمة إلى اللغة الإنجليزية نيوفجن للترجمة والثقافة
- آراء عمر التلسماني حول بعض مسائل السياسة الشرعية في الدعوة حوار أجراه معه أحمد باقر، كتاب: فصول من السياسة الشرعية، عبد الرحمن عبد الخالق
- الرجل الذي اجتمعت عليه القلوب، إخوان أون لاين، 28 مايو 2008